# Gimnastyka na Letnich Igrzyskach Olimpijskich 1960
Gimnastyka na Letnich Igrzyskach Olimpijskich 1960 w Rzymie odbyła się w dniach od 5 do 10 września 1960 roku w Termach Karakalli. W zawodach wystąpiło 254 sportowców (130 mężczyzn i 124 kobiety) z 33 państw.

## Medaliści

### Mężczyźni

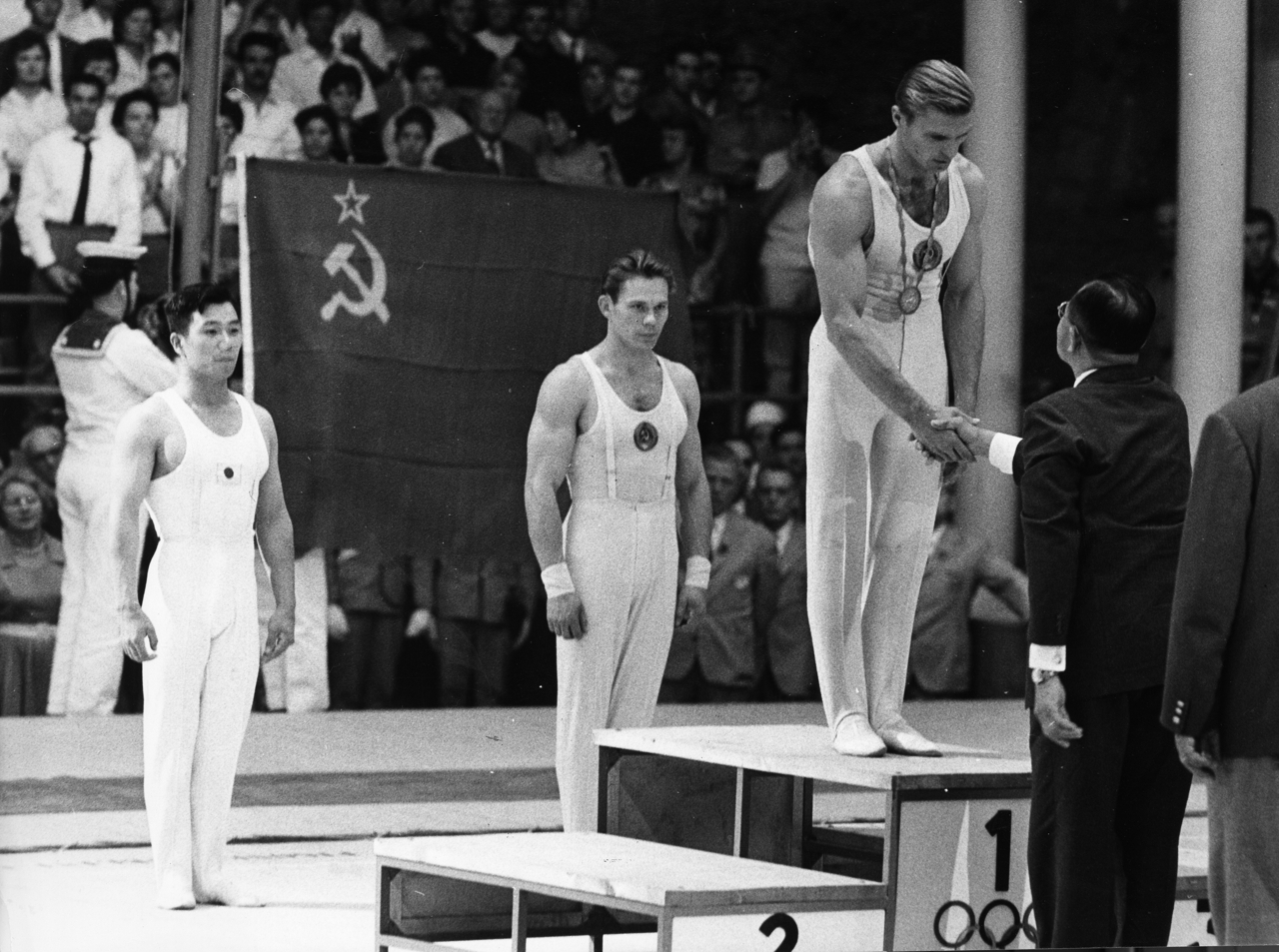
Medaliści w wieloboju indywidualnym, od lewej Ono (JPN), Szachlin (ZSRR), Titow (ZSRR)

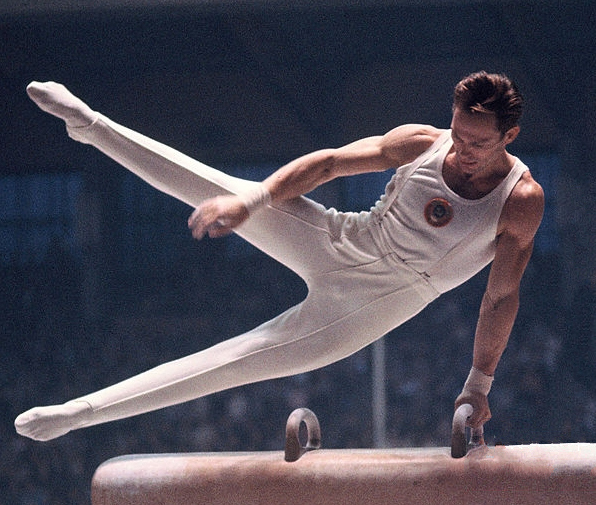
Jurij Titow (ZSRR) podczas wykonywania ćwiczeń na koniu z łękami

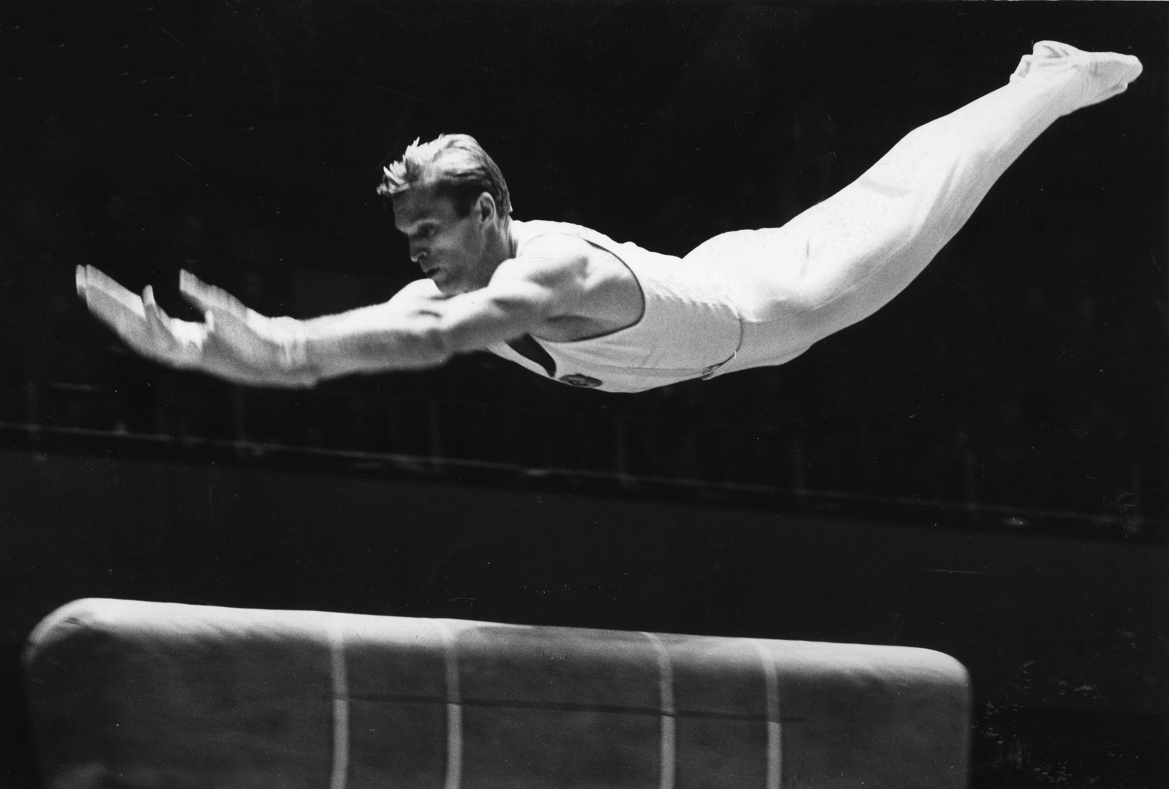
Boris Szachlin (ZSRR) podczas skoku

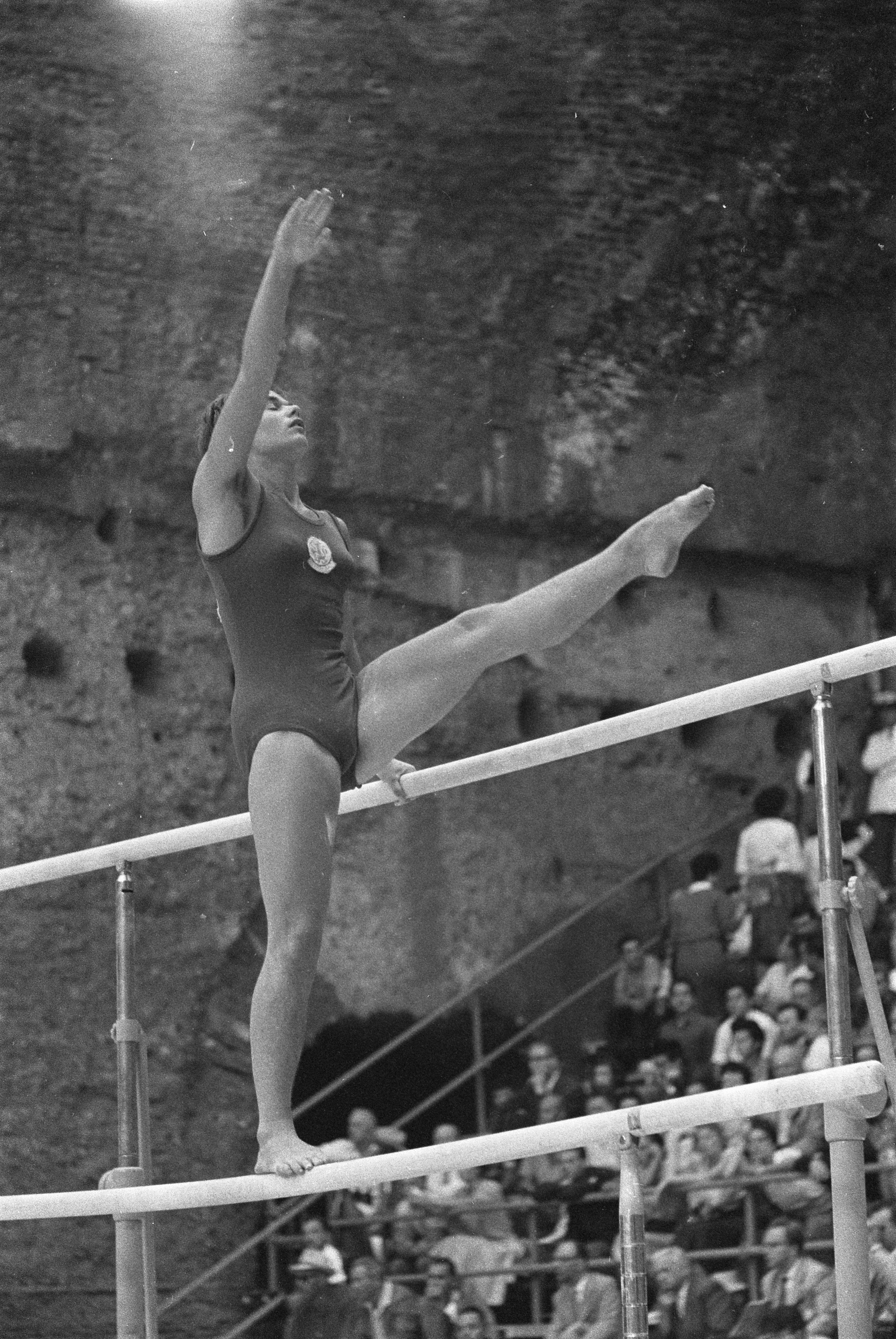
Bep Ipenburg (NED) podczas ćwiczenia na równoważni

| Konkurencja                 | Złoto | Srebro | Brąz |
| Wielobój drużynowo          | Japonia · Nobuyuki Aihara · Yukio Endō · Takashi Mitsukuri · Takashi Ono · Masao Takemoto · Shūji Tsurumi | ZSRR · Albert Azarian · Walerij Kierdiemielidi · Nikołaj Miliguło · Władimir Portnoj · Boris Szachlin · Jurij Titow | Włochy · Giovanni Carminucci · Pasquale Carminucci · Gianfranco Marzolla · Franco Menichelli · Orlando Polmonari · Angelo Vicardi |
| Wielobój indywidualnie      | Boris Szachlin                                                                                            | Takashi Ono | Jurij Titow |
| Ćwiczenia wolne             | Nobuyuki Aihara                                                                                           | Jurij Titow | Franco Menichelli |
| Skok                        | Takashi Ono Boris Szachlin                                                                                | nie przyznano | Władimir Portnoj |
| Ćwiczenia na poręczach      | Boris Szachlin                                                                                            | Giovanni Carminucci                                                                                                 | Takashi Ono |
| Ćwiczenia na drążku         | Takashi Ono                                                                                               | Masao Takemoto | Boris Szachlin |
| Ćwiczenia na kółkach        | Albert Azarian                                                                                            | Boris Szachlin | Takashi Ono Welik Kapsyzow |
| Ćwiczenia na koniu z łękami | Boris Szachlin Eugen Ekman                                                                                | nie przyznano | Shūji Tsurumi |

### Kobiety
| Konkurencja             | Złoto | Srebro | Brąz |
| Wielobój drużynowo      | ZSRR · Polina Astachowa · Lidija Iwanowa · Tamara Luchina · Łarysa Łatynina · Sofja Muratowa · Margarita Nikołajewa | Czechosłowacja · Eva Bosáková-Věchtová · Věra Čáslavská · Matylda Matoušková · Hana Růžičková · Ludmila Švédová · Adolfína Tkačíková | Rumunia · Atanasia Ionescu · Sonia Iovan · Elena Leușteanu · Emilia Vătășoiu-Liță · Elena Niculescu · Uta Poreceanu |
| Wielobój indywidualnie  | Łarysa Łatynina | Sofja Muratowa | Polina Astachowa |
| Ćwiczenia wolne         | Łarysa Łatynina | Polina Astachowa | Tamara Luchina |
| Skok                    | Margarita Nikołajewa                                                                                                | Sofja Muratowa | Łarysa Łatynina |
| Ćwiczenia na poręczach  | Polina Astachowa | Łarysa Łatynina | Tamara Luchina |
| Ćwiczenia na równoważni | Eva Bosáková-Věchtová                                                                                               | Łarysa Łatynina | Sofja Muratowa |

## Klasyfikacja medalowa
| Miejsce | Państwo        | złoto | srebro | brąz | Łącznie |
| ------- | -------------- | ----- | ------ | ---- | ------- |
| 1       | ZSRR           | 10    | 8      | 8    | 26      |
| 2       | Japonia        | 4     | 2      | 3    | 9       |
| 3       | Czechosłowacja | 1     | 1      | 2    | 2       |
| 4       | Finlandia      | 1     | 0      | 0    | 1       |
| 5       | Włochy         | 0     | 1      | 2    | 3       |
| 6       | Rumunia        | 0     | 0      | 1    | 1       |
| 6       | Bułgaria       | 0     | 0      | 1    | 1       |